# Bad Reichenhall
Bad Reichenhall és un municipi del districte de Berchtesgadener Land, a l'estat de Baviera, a Alemanya. El 2019 tenia 18.278 habitants.